# Шаги Бејн
Шаги Бејн (енгл. Shuggie Bain) је дебитантски роман шкотско-америчког писца Дагласа Стјуарта, објављен 2020. Прича причу о најмлађем од троје деце, Шагију, који је одрастао са својом мајком алкохоличарком Агнес у постиндустријској радничкој класи у Глазгову у Шкотској 1980-их. Српско издање је објављено 2022. године у преводу Бобана Јаковљевића.
Шаги Бејн је интимно и застрашујуће проницљиво истрживање односа мајке и сина и мајсторски приказ алкохолизма у животу шкотске радничке класе.
Роман је добио Букерову награду 2020. чиме је Стјуарт постао други шкотски добитник награде у својој 51-годишњој историји, након Џејмса Келмана 1994. Шаги Бејн је такође био финалиста Националне награде за књижевност 2020. године, Дејтонске награде за књижевни мир 2021. и награде Џон Леонард за најбољу прву књигу из Националног круга критичара књиге за 2020. годину. Књига је такође изабрана као запажена књига од стране Америчке библиотечке асоцијације на њиховој АЛА Значајној листи за белетристику за одрасле за 2021.
Написана је на енглеском, али је дијалог на шкотском. Од априла 2022, роман је продат у више од 1,5 милиона примерака широм света.

## Радња
Роман почиње 1992. године, када Хју "Шаги" Бејн има 15 година. Живи сам у пансиону у Саутсајду, у Глазгову, ради у сменама у супермаркету и жели да буде фризер. Напушта посао, стављајући лимене конзерве рибе у торбу.
Године 1981, петогодишњи Шаги живи у стамбеном стану у Сајтхил са баком и дедом по мајци, Вулијем и Лизи; његова мајка, Агнес Бејн; његов отац, Хју "Шаг" Бејн; његов полубрат, Лек; и његова полусестра Катарина. Шагијев отац је углавном одсутан, ради као таксиста и има везе са другим женама. Агнес је лепа жена коју често упоређују са Елизабет Тејлор, али је неиспуњена својим животом и почиње да пије.
Следеће године, Шаг пресели породицу у општински стан у Питхед за породице радника локалног рудника. Он на тамо крају напушта породицу, остављајући их да живе са Џоани Миклвајт, диспечером његове такси компаније. Агнес жели живот пун гламура, поноси се својим изгледом, али њена несрећа доводи до тога да се ослања на алкохол. У међувремену, Шаги је малтретиран у школи и у комшилуку јер се не уклапа због тога што је женствен. Шаги често изостаје из школе да би се понашао као неговатељ своје мајке током њеног мамурлука.
Агнесини родитељи умиру, а њена ћерка се млада удаје и сели се у Јужну Африку. Агнесин алкохолизам се погоршава, а насилни мушкарци је искориштавају. Њена будућност изгледа светлија када почне да иде на састанке Анонимних алкохоличара и запосли се као службеница на бензинској пумпи. Годину дана успева да потпуно не пије, а за то време упознаје таксисту по имену Јуџин, са којим почиње да излази. Јуџин често пије пред њом током вечере. Он на крају убеђује Агнес да попије чашу вина и она поново пада у алкохолизам. Окружен алкохолизмом, Јуџин је напушта. Након сексуалног напада на забави којој присуствује пијана, Агнес се срозава још више и губи посао. У наредних неколико година чини више покушаја самоубиства.
Агнесин алкохолизам наставља да је отуђује од њене деце. У једном од својих пијаних напада беса, она избаци Лека из куће. Упркос свом понашању, Шаги јој је непоколебљиво одан. Њих двоје се селе у градску четврт, а Агнес обећава да ће престати да пије, али у немогућности да промене околности, њихов однос постаје напет како Шаги стари. У пијаном ступору, Агнес умире након што је удахнула сопствену пљувачку.
Давне 1992. Шаги даје конзерве рибе својој пријатељици Лин, која их даје својој мајци алкохоличарки бескућници.

## Објављивање и продаја
Даглас Стјуарт је писао Шуги Бејн током периода од једне деценије, док је балансирао захтеве свог успешног посла у модном дизајну. Рукопис је одбило најмање 30 издавача пре него што га је купио амерички независни издавач Grove Atlantic. Роман је први пут објављен у Сједињеним Државама у тврдом повезу у издању Grove Press-а 11. фебруара 2020. Касније, Picador импресум Pan Books-а објавио га је прво у Уједињеном Краљевству као издање на отвореном тржишту (ОМЕ) 20. фебруара 2020. и као издање у тврдом повезу 6. августа 2020. До априла 2021. продата су права за књигу на 38 језика, укључујући холандски, фински, грузијски, корејски, марати, монголски, португалски, српски, тамилски, Српски језик, турски, украјински и вијетнамски. Преводи су финансирани кроз грантове Фонда за превођење Publishing Scotland-а уз помоћ  Creative Scotland-а.
На почетно објављивање књиге утицала је пандемија ЦОВИД-19. Grove Press је испоручио приближно 7.000 примерака у књижаре, али само око 1.000 тврдих увеза продато је у прва два месеца од објављивања, према подацима NPD BookScan-а. Крајем 2020. године, књига је поново добила пажњу када је номинована за бројне књижевне награде. Као одговор, Грове је продужио објављивање издања у меком повезу са децембра на 13. октобар 2022. Од октобра 2020. Grove Press је штампао 30.000 примерака. Роман се нашао на врху листе бестселера Los Angeles Times-а и на трећем месту на листи The New York Times-а. Од априла 2022, роман је продат у више од 1,5 милиона примерака широм света.
На насловној страни The Grove Press-а налази се фотографија Питера Марлоуа. Даглас Стјуарт је изразио наклоност према фотографији, рекавши да "савршено приказује жестоку љубав коју Шаги гаји према својој невољној мајци". На насловној страни The Picador-а налази се фотографија Џеза Колсона, снимљена у Истерхаусу у Глазгову  (о којој је Стјуарт твитовао 13. августа 2020: „Одмах сам био запањен снагом Џезове фотографије чим сам је видео“).

## Пријем
Критички одговор је био углавном позитиван, и роман је уврштен на многе истакнуте листе најбољих књига 2020. Према Book Marks-у, књига је добила „позитивне“ рецензије на основу тридесет и две критике критичара, од којих је седамнаест „рејв“, а десет „позитивних“, а четири „мешане“ и једна „пан“. На Books in the Media, сајту који обједињује критике о књигама, књига је добила  (4,37 од 5) са сајта који је заснован на једанаест критика критичара. У издању Bookmarks-а за мај/јун 2020, часописа који обједињује критике књига, књига је добила  (4,00 од 5) на основу критика критичара са критичким резимеом који каже: „Упркос теми, вреди га прогурати, макар само да бисте искусили „ауторов задивљујући капацитет за љубав“ (New York Times Book Review).
Пишући за The Observer, Алекс Престон је рекао: „Ретко када дебитантски роман успостави свој свет са тако сигурном ногом, а Стјуартова проза је гипка, лирска и пуна откривајућих дескриптивних увида. Ово је незаборавна књига о породици, насиљу и сексуалности."  Рецензирајући за The New York Times, Leah Hager Cohen је написала да би "књига била скоро неподношљива да није ауторовог задивљујућег капацитета за љубав. Он је диван, Дагласе Стјуарт, жесток и пун љубави и диван. Он нам показује много тога монструозног понашања, али ни једно чудовиште – само штету. Има оштро око за сломљеност, још је дражи за неугасиви трептај љубави који остаје."
У Daily Telegraph-у Cal Revely-Calder назвао је роман „запањујућим портретом, нацртаним из живота, друштва остављеног да умре – заборављени од оних који нису веровали у друштво, и рекли су му да брине о себи.“  Allan Massie у The Scotsman-у је приметио да Стјуарт „не крије ништа од ужаса галопирајућег алкохолизма, али постоји галантност код Агнес која изазива поштовање и дивљење, ма колико невољно.“  Мајкл Делгадо из Literary Review-а описао је однос између Агнес и Шагија као „невероватан интензитет осећања“, можда зато што је толико извучен из Стјуартовог живота: „Читајући детаље о то је као да понављам ударце у стомак, по један за сваки пут када се Агнес увуче у вагон и поново одлепрша."
Рецензија са звездицом у Kirkus Reviews закључила је: „Како љубав може бити тако моћна и тако беспомоћна у исто време? Читаоци могу да прођу кроз цео роман без слома — онда прочитају прву реченицу признања и изгубе је. Емоционална истина отеловљена Овде ће вас отворити. Никада нећете заборавити Шаги Бејна, ова књига је ремек-дело. Упоређујући књигу са још једним делом у ужем избору за Букерову награду, Стварним животом Брандона Тејлора, Shougat Dasgupta је приметио у The Hindu да су оба романа „везана осећајем страха и хватањем за љубављу“, и наставио са описују Шаги Бејна као део „богатог шава савременог шкотског писања радничке класе“. Резимирајући, у рецензији је наведено: „Повремено, Шаги Бејн, са својом сентименталношћу и огромном несташлуком, може да се приближи самопародији, али га своје огромно срце увек повлачи са ивице, огромна љубав која повезује Шагија са Агнес.
Шаги Бејн је био у дугој листи за медаљу Ендру Карнегија за изврсност у фикцији 2021, у ужем избору за награду Центра за фикцију за први роман 2020, и био је финалиста Киркусове награде за 2020. као и Националне 2020. Књижна награда за белетристику. Дана 19. новембра 2020. проглашен је победником Букерове награде за 2020. коју је одабрало жири у саставу Маргарет Базби (председавајућа), Ли Чајлд, Самир Рахим, Лемн Сисеј и Емили Вилсон. Интервјуисан у време његовог уврштавања на Букерову листу, Стјуарт је рекао да је претходни шкотски добитник награде Џејмса Келмана Како је било касно, како је касно (How Late It Was, How Late) (1994) променио његов живот и „један од првих пута када сам видео своје људе, мој дијалект, на страници“.
Роман је био на челу листе The Telegraph-а од „50 најбољих књига 2020.“  и The Times га је изабрао за најбољи роман године  поред тога што га је прогласио једном од најбољих књига године од стране многе друге публикације и издања, укључујући The New York Times, The Washington Post, Time, BBC, The Guardian, The Observer,  Financial Times-а, Kirkus Reviews, Vogue и Elle.
Године 2021. на зиду плесне дворане Баровланд у Глазгову откривен је мурал инспирисан романом, на коме је приказан Шаги Бејн који плеше на улици, заједно са цитатом његове мајке Агнес: „Нећеш се сећати града, био си сувише мали, али има плеса. Све врсте плеса."  Уметничко дело и слова креирао је Коболт колектива – који се састоји од матураната Глазговске школе уметности 2015. Erin Bradley-Scott, Chelsea Frew и Kat Loudon. Мурал је висок је 20 метара и широк 20 метара. У свом одговору, Даглас Стјуарт је рекао: „Надам се да ће мурал инспирисати друге људе да сањају велике снове својом креативношћу. То је дефинитивно један од најпоноснијих тренутака у мом животу.“ 
Шаги Бејн је уврштен на листу „Великог јубилеја“ од 70 књига које су одабрале BBC и The Reading Agency за прославу Платинастог јубилеја краљице Елизабете II у јуну 2022.

## Телевизијска адаптација
У децембру 2020. године објављено је да су А24 и Scott Rudin Productions освојили права за телевизијску адаптацију Шаги Бејна, са Скотом Рудином и Ели Бушом као продуцентима, а сам Стјуарт ће адаптирати роман. У новембру 2022. BBC је потврдио адаптацију, која ће се снимати у Шкотској и емитовати на BBC One и  iPlayer-у. Стјуарт ће сам прилагодити Шаги Бејна. А24 ће копродуцирати и имати права на међународну дистрибуцију.